# Wojna w Zufarze
Wojna w Zufarze – rebelia trwająca od 1962 do 1976 roku w Zufarze będącym częścią Omanu. Rząd Omanu został wsparty militarnie przez Wielką Brytanię i Iran, natomiast rebelianci przez Jemen Południowy.

## Przebieg
Rebelia wybuchła w 1962 roku i została zorganizowana przez Front Wyzwolenia Zufaru. Front był pierwszą organizacją, która stanęła do walki przeciwko rządowi. Początkowo grupę tworzyli głównie arabscy nacjonaliści i religijni konserwatyści, jednak od 1968 roku kierownictwo w ruchu przejęła frakcja promarksistowska. Rebelianci łączyli lewicowe poglądy z panarabizmem. Organizacja w 1968 roku dokonała reform wewnętrznych, w wyniku których przekształciła się w Ludowy Front Wyzwolenia Okupowanej Zatoki Perskiej, a swoim zasięgiem objął również sąsiedni Bahrajn. Grupa zyskała poparcie Ludowo-Demokratycznej Republiki Jemenu, dzięki czemu rebeliantom udało się w 1969 roku zdobyć znaczne połacie zachodniej części Zufaru. W 1974 roku Ludowy Front Wyzwolenia Okupowanej Zatoki Perskiej rozpadł się, a w wyniku rozpadu powstały dwie odrębne organizacje – Ludowy Front Wyzwolenia Omanu kontynuujący zbrojny opór w Zufarze oraz Ludowy Front Wyzwolenia Bahrajnu, którego działalność ograniczyła się wyłącznie do Bahrajnu.
Odrębną organizacją prowadząca walkę z rządem monarchy był Narodowo-Demokratyczny Front Wyzwolenia Omanu i Zatoki Arabskiej. Organizacja ta nie była związana z pierwotnym Frontem Wyzwolenia Zufaru – grupa została założona przez omańskich studentów (studiujących głównie w Kuwejcie) na terenie Iraku w 1969 roku. Grupa ta odrzucała radykalnie lewicowe i promarksistowskie hasła Frontu Wyzwolenia Zufaru i związana była z baasizmem. W skład grupy wchodzili zarówno członkowie organizacji lewicowych, nacjonaliści arabscy jak i niezwiązani z żadnym z tych ruchów przeciwnicy omańskiego rządu. Grupa w przeciwieństwie do wcześniejszych grup partyzanckich była ruchem miejskim, wspieranym przez intelektualistów (pozostałe organizacje były partyzantkami wiejskimi). Do pierwszego ataku partyzanckiego grupy doszło 12 czerwca 1970 roku w północnym Omanie, kiedy to rebelianci zaatakowali garnizony armii w miastach Izki i Nizwa. W 1971 roku na skutek porażek militarnych, Narodowy Front Demokratyczny wszedł w skład silniejszego Ludowego Frontu Wyzwolenia Okupowanej Zatoki Perskiej, zachował on jednak odrębne struktury.
Rebelianci oprócz wsparcia ze strony Jemenu Południowego, po 1968 roku otrzymali też wsparcie ze strony ZSRR i Chin. W 1973 roku wojska do Omanu wysłał Iran, co spowodowało przesunięcie szali zwycięstwa na stronę rządu – do 1976 roku oddziały partyzanckie zostały rozbite przez połączone siły rządowe, irańskie, a także brytyjskie. Rząd wsparty został również przez Jordanię, Pakistan i Zjednoczone Emiraty Arabskie. W walkach zginęło 187 omańskich żołnierzy, 24 brytyjskich i 72 irańskich, rannych zostało odpowiednio: 559, 55 i 142 kolejnych. Po stronie rebelianckiej zginęło 1400 partyzantów, a 2000 zostało pojmanych. W wyniku wojny zginęło około 10 tysięcy cywili.